# Бугри (Ічалківський район)
Бугри́ (рос. Бугры, ерз. Бугры) — присілок у складі Ічалківського району Мордовії, Росія. Входить до складу Лобаскинського сільського поселення.

## Населення
Населення — 4 особи (2010; 43 у 2002).
Національний склад (станом на 2002 рік):
- росіяни — 95 %